# Nederland op de Olympische Zomerspelen 2012

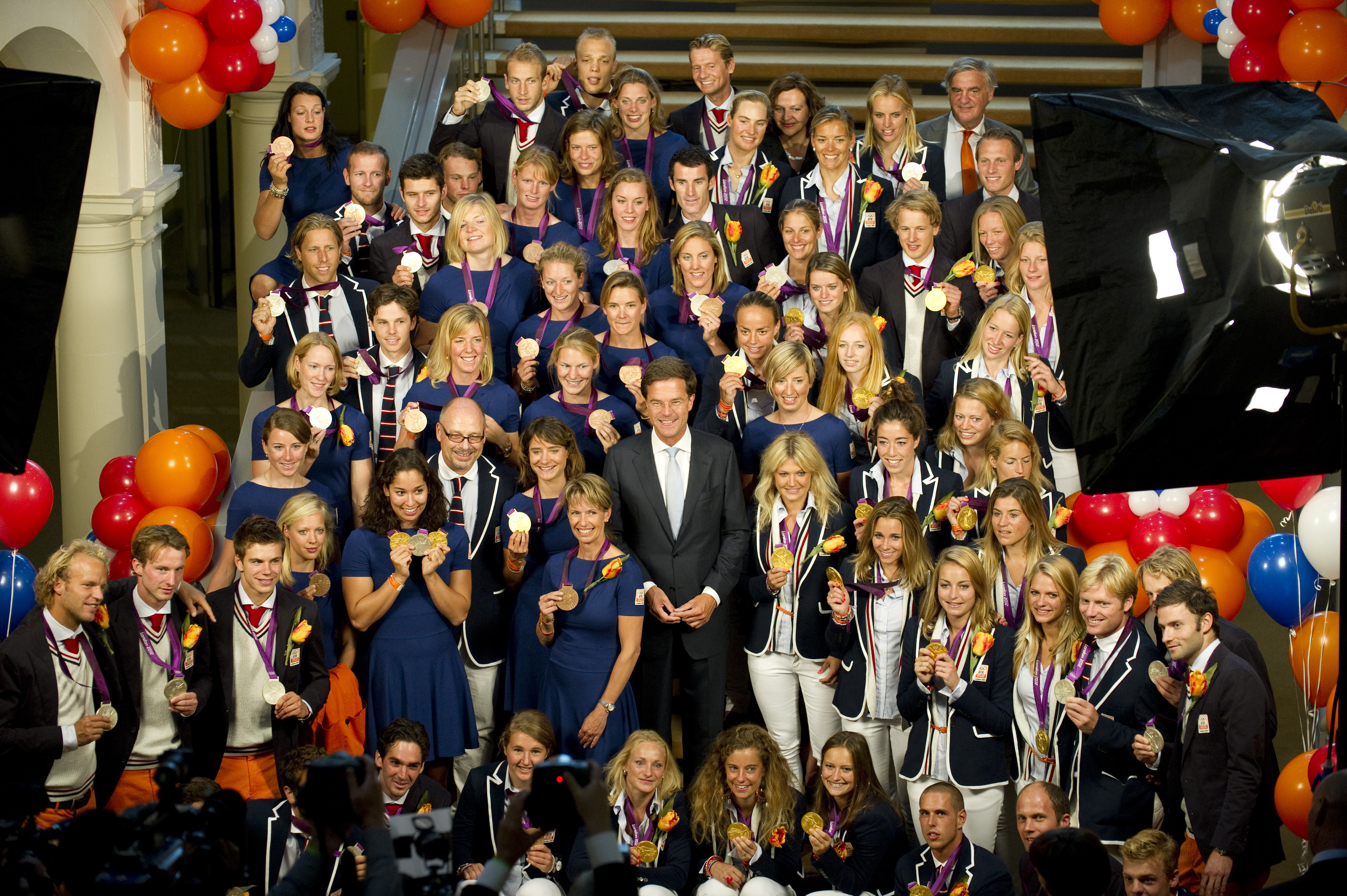
De medaillewinnaars op bezoek bij minister-president Mark Rutte

Nederland nam deel aan de Olympische Zomerspelen 2012 in Londen, Verenigd Koninkrijk. Chef de mission voor deze Spelen was Maurits Hendriks.
Van alle deelnemers was Anky van Grunsven de meest ervaren deelnemer. Ze nam voor de zevende keer deel, haar debuut was op de Spelen van 1988 in Seoel. Aan haar medailleoogst tot 2012 (3-5-0) voegde ze er een toe, met het dressuurteam werd brons behaald.

## Medailleoverzicht
| Hockeyteam vrouwen | Hockeyteam vrouwen |
| --- | ------------------ |
| Marilyn Agliotti Naomi van As Merel de Blaey Carlien Dirkse van den Heuvel Margot van Geffen Maartje Goderie Eva de Goede Ellen Hoog Kelly Jonker Kim Lammers Caia van Maasakker Kitty van Male Maartje Paumen Sophie Polkamp Joyce Sombroek Lidewij Welten |                    |

| Hockeyteam mannen | Hockeyteam mannen |
| --- | ----------------- |
| Sander Baart Billy Bakker Marcel Balkestein Floris Evers Rogier Hofman Robert van der Horst Tim Jenniskens Wouter Jolie Robbert Kemperman Teun de Nooijer Jaap Stockmann Valentin Verga Klaas Vermeulen Bob de Voogd Mink van der Weerden Roderick Weusthof Sander de Wijn |                   |

## Deelnemers
(m) = mannen, (v) = vrouwen 

### Atletiek
| Olympiër                                                                | Onderdeel        | Resultaat | Prestatie |
| ----------------------------------------------------------------------- | ---------------- | --------- | --- |
| Churandy Martina *1                                                     | 100m (m)         | 6e        | serie 5: 10,20 (3e; 20e tijd) HF: 9,91 (NR, pr) (2e; 5e tijd) F: 9,94 (6e) |
| Churandy Martina *1                                                     | 200m (m)         | 5e        | serie 7: 20,58 (1e; 17e tijd) HF: 20,17 (1e; 4e tijd) F: 20,00 (5e) |
| Robert Lathouwers                                                       | 800m (m)         | 16e       | serie 7: 1:46,06 (2e; 10e tijd) HF: 1.45,85 (5e; 16e tijd) |
| Gregory Sedoc                                                           | 110m horden (m)  | -         | serie 6: 13,52 (3e; 17e tijd) HF: niet gefinisht (blessure) |
| Rutger Smith                                                            | kogelstoten (m)  | 14e       | kwalificatiegroep A: 20,08m, ongeldig, 19,55m |
| Rutger Smith                                                            | discuswerpen (m) | 16e       | kwalificatiegroep B: 63,00m, 62,70m, 63,09m (9e; 16e totaal) |
| Erik Cadée                                                              | discuswerpen (m) | 10e       | kwalificatiegroep A: 63,55m, ongeldig, ongeldig (6e; 12e totaal) F: 62,40m, 62,77m, 62,78m |
| Eelco Sintnicolaas                                                      | tienkamp (m)     | 11e       | 8034 punten 0894 punten, 100m (10,85) 0903 punten, verspringen (7,37m) 0739 punten, kogelstoten (14,18m) 0740 punten, hoogspringen (1,93m) 0868 punten, 400m (48,85) 0920 punten, 110m horden (14,43) 0509 punten, discuswerpen (32,26m) 1004 punten, polsstokhoogspringen (5,30m) 0720 punten, speerwerpen (58,82m) 0737 punten, 1500m (4.31,17) |
| Ingmar Vos                                                              | tienkamp (m)     | 21e       | 7805 punten 0865 punten, 100m (10,98) 0878 punten, verspringen (7,27m) 0714 punten, kogelstoten (13,77m) 0767 punten, hoogspringen (1,96m) 0832 punten, 400m (49,62) 0897 punten, 110m horden (14,61) 0711 punten, discuswerpen (42,26m) 0760 punten, polsstokhoogspringen (4,50m) 0762 punten, speerwerpen (61,60m) 0619 punten, 1500m (4.50,01) |
| Giovanni Codrington Patrick van Luijk Brian Mariano Churandy Martina *2 | 4×100m (m)       | 6e        | serie 1: 38,29 (3e; 8e tijd) F: 38,39 |
|                                                                         |                  |           | |
| Eva Lubbers Jamile Samuel Dafne Schippers Kadene Vassell *3             | 4×100m (v)       | 6e        | serie 1: 42,45 (NR) (3e; 5e tijd) F: 42,70 (6e) |
| Hilda Kibet                                                             | marathon (v)     | 24e       | 2:28.52 (24e) |
| Lornah Kiplagat                                                         | marathon (v)     | dnf       | niet gefinisht |
| Monique Jansen                                                          | discuswerpen (v) | 31e       | kwalificatie 57,50m |
| Dafne Schippers                                                         | zevenkamp (v)    | 12e       | 6324 punten 1053 punten, 100 m horden (13,48) 0978 punten, hoogspringen (1,80m) 0772 punten, kogelstoten (13,67m) 1096 punten, 200 m (22,83) 0937 punten, verspringen (6,28) 0603 punten, speerwerpen (36,63m) 0885 punten, 800 m (2.15,52) |
| Nadine Broersen                                                         | zevenkamp (v)    | 13e       | 6319 punten (pr) 1030 punten, 100 m horden (13,64) 1054 punten, hoogspringen (1,86) 0765 punten, kogelstoten (13,57) 0875 punten, 200 m (25,13) 0831 punten, verspringen (5,94m) 0899 punten, speerwerpen (51,98m) 0865 punten, 800 m (2.16,98)                                                                                                   |

* 1 Martina debuteerde op de Spelen in 2004 voor de Nederlandse Antillen, ook in 2008 nam hij deel namens de Nederlandse Antillen. Vanaf 2011 neemt hij voor Nederland deel aan internationale wedstrijden.
*2 Wouter Brus en Jerrel Feller waren reserve voor de 4× 100m (m) maar kwamen niet in actie
*3 Esther Akihary en Marit Dopheide waren reserve voor de 4× 100m (v) maar kwamen niet in actie

### Badminton
| Olympiër | Onderdeel     | Resultaat      | Prestatie |
| -------- | ------------- | -------------- | --- |
| Yao Jie  | enkelspel (v) | achtste finale | groepsfase won van ISL Ragna Ingólfsdóttir 2-0 (21-12, 25-23) won van LTU Akvilė Stapušaitytė 2-0 (21-16, 21-7) 1/8F: verloor van IND Saina Nehwal 0-2 (14-21, 16-21) |

### Boogschieten
| Olympiër         | Onderdeel               | Resultaat | Prestatie |
| ---------------- | ----------------------- | --------- | --- |
| Rick van der Ven | recurve individueel (m) | 4e        | kwalificatie: 671 punten (16e) 1/32F: 6-2 won van LUX Jeff Henckels 1/16F: 7-1 won van KAZ Denis Gankin 1/8F: 7-1 won van KOR Im Dong-hyun KF: 6-0 won van TPE Cheng-Wei Kuo HF: 5-6 verloor van JPN Takaharu Furukawa om brons: 5-6 verloor van CHN Xiaoxiang Dai |

### Gymnastiek
| Olympiër          | Onderdeel    | Resultaat  | Prestatie |
| Trampoline        | Trampoline   | Trampoline | Trampoline |
| ----------------- | ------------ | ---------- | --- |
| Rea Lenders       | vrouwen      | 13e        | kwalificatie: 98.115 |
| Turnen            |              |            | |
| Epke Zonderland   | brug (m)     | 18e        | kwalificatie: 15,133 |
| Epke Zonderland   | rek (m)      | Goud       | kwalificatie: 15,966 (1e) finale: 16,533 |
|                   |              |            | |
| Céline van Gerner | meerkamp (v) | 12e        | 55.632 punten in kwalificatie (19e) 14.100 op balk 14.866 op brug ongelijk 13.700 op sprong 12.966 op vloer 57.232 punten in finale 14.133 (12e) op balk 14.966 (07e) op brug ongelijk 14.133 (20e) op sprong 14.000 (11e) op vloer |

### Hockey
| Olympiër | Onderdeel | Resultaat | Prestatie |
| --- | --------- | --------- | --- |
| Sander Baart Billy Bakker Marcel Balkestein Floris Evers Rogier Hofman Robert van der Horst Tim Jenniskens Wouter Jolie Robbert Kemperman Teun de Nooijer Jaap Stockmann Valentin Verga Klaas Vermeulen Bob de Voogd Mink van der Weerden Roderick Weusthof Sander de Wijn | mannen    | Zilver    | groepsfase: Nederland 3 - 2 India Nederland 3 - 1 België Nederland 5 - 1 Nieuw-Zeeland Nederland 3 - 1 Duitsland Nederland 4 - 2 Zuid-Korea halve finale: Nederland 9 - 2 Groot-Brittannië finale: Nederland 1 - 2 Duitsland                  |
| Marilyn Agliotti Naomi van As Merel de Blaey Carlien Dirkse van den Heuvel Margot van Geffen Maartje Goderie Eva de Goede Ellen Hoog Kelly Jonker Kim Lammers Caia van Maasakker Kitty van Male Maartje Paumen Sophie Polkamp Joyce Sombroek Lidewij Welten                | vrouwen   | Goud      | groepsfase: Nederland 3 - 0 België Nederland 3 - 2 Japan Nederland 1 - 0 China Nederland 3 - 2 Zuid-Korea Nederland 2 - 1 Groot-Brittannië halve finale: Nederland 2 - 2 Nieuw-Zeeland (3-1 na shoot-outs) finale: Nederland 2 - 0 Argentinië |

Reserves buiten olympisch dorp waren: Pirmin Blaak (mannen) en Floortje Engels, Marieke Veenhoven-Mattheussens (vrouwen).
Willemijn Bos was in eerste instantie geselecteerd, maar voor haar eindigde de Olympische droom daags voor de opening van de Olympische Spelen. Tijdens een oefeninterland tegen de Verenigde Staten raakte ze geblesseerd aan haar kruisband en miste hierdoor het toernooi in Londen. Bos werd vervangen door Caia van Maasakker.

### Judo
| Olympiër               | Onderdeel        | Resultaat | Prestatie |
| ---------------------- | ---------------- | --------- | --- |
| Jeroen Mooren          | tot 60 kg (m)    | 2e ronde  | 1/16F: verloor van ISR Tommy Arshansky |
| Dex Elmont             | tot 73 kg (m)    | 5e        | 1/16F: won van GHA Emmanuel Nartey 1/8F: won van BRA Bruno Mendonca KF: won van FRA Ugo Legrand HF: verloor van JPN Riki Nakaya om brons: verloor van MGL Sainjargalyn Nyam-Ochir  |
| Guillaume Elmont       | tot 81 kg (m)    | 2e ronde  | 1/16F: verloor van FRA Alain Schmitt |
| Henk Grol              | tot 100 kg (m)   | Brons     | 1/16F: won van SEY Dominic Dugasse 1/8F: won van BRA Luciano Corrêa 1/4F: verloor van GER Dimitri Peters herkansing: won van CZE Lukas Krpalek om brons: won van KOR Hwang Hee-Tae |
| Luuk Verbij            | boven 100 kg (m) | 1e ronde  | 1/32F: verloor van HUN Barna Bor |
|                        |                  |           | |
| Birgit Ente            | tot 48 kg (v)    | 2e ronde  | 1/8F: verloor van HUN Éva Csernoviczki |
| Elisabeth Willeboordse | tot 63 kg (v)    | 7e        | 1/16F: won van LIB Caren Chammas 1/8F: won van BUR Severine Nebie KF: verloor van CHN Xu Lili herkansing: verloor van JPN Yoshie Ueno                                              |
| Edith Bosch            | tot 70 kg (v)    | Brons     | 1/8F: won van GBR Sally Conway KF: verloor van GER Kerstin Thiele herkansing: won van JPN Haruka Tachimoto om brons: won van KOR Hwang Ye-Sul                                      |
| Marhinde Verkerk       | tot 78 kg (v)    | 5e        | 1/8F: won van JPN Akari Ogata KF: verloor van GBR Gemma Gibbons herkansing: won van CHN Xiuli Yang om brons: verloor van BRA Mayra Aguiar                                          |

### Paardensport
| Olympiër                                                          | Onderdeel                   | Resultaat | Prestatie |
| ----------------------------------------------------------------- | --------------------------- | --------- | --- |
| Adelinde Cornelissen op "Parzival"                                | dressuur, individueel       | Zilver    | grand prix: 81,687% grand prix special: 81,968% kür op muziek: 88,250% |
| Edward Gal op "Glock's Undercover"                                | dressuur, individueel       | 9e        | grand prix: 75,395% grand prix special: 75,556% kür op muziek: 80,267% |
| Anky van Grunsven op "Salinero"                                   | dressuur, individueel       | 6e        | grand prix: 73,343% grand prix special: 74,794% kür op muziek: 82,000% |
| Patrick van der Meer op "Uzzo"                                    | dressuur, individueel       | -         | grand prix: 70,912% grand prix special: 67,444% |
| Adelinde Cornelissen Edward Gal Anky van Grunsven                 | dressuur, team              | Brons     | grand prix: 76,809% grand prix special: 77.439% totaal: 77,124% |
| Andrew Heffernan op "Millthyme Corolla"                           | eventing, individueel       | 33e       | dressuur: 50,60 terreinproef: 12,40 springen: 12,00 totaal: 75,00 |
| Tim Lips op "Concrex Oncarlos"                                    | eventing, individueel       | 38e       | dressuur: 51,70 terreinproef: 22,00 springen: 13,00 totaal: 86,70 |
| Elaine Pen op "Vira"                                              | eventing, individueel       | -         | dressuur: 52,20 terreinproef: uitgeschakeld |
| Andrew Heffernan Tim Lips Elaine Pen                              | eventing, team              | 11e       | Heffernan: 75,00 Lips: 86,70 Pen: 1.000,00 totaal: 1.161,70 |
| Marc Houtzager op "Sterrehof's Tamino"                            | springconcours, individueel | 9e        | kwalificatie ronde 1: 0 strafpunten kwalificatie ronde 2: 0 strafpunten kwalificatie ronde 3: 0 strafpunten finale ronde 1: 4 strafpunten finale ronde 2: 4 strafpunten totaal finale: 8 strafpunten                                     |
| Gerco Schröder op "London"                                        | springconcours, individueel | Zilver    | kwalificatie ronde 1: 0 strafpunten kwalificatie ronde 2: 4 strafpunten kwalificatie ronde 3: 8 strafpunten finale ronde 1: 1 strafpunt finale ronde 2: 1 strafpunt totaal finale: 1 strafpunt barrage om zilver: 0 strafpunten in 49,79 |
| Maikel van der Vleuten op "Verdi"                                 | springconcours, individueel | 37e       | kwalificatie ronde 1: 0 strafpunten kwalificatie ronde 2: 0 strafpunten kwalificatie ronde ronde 3: 0 strafpunten finale ronde 1: opgave                                                                                                 |
| Jur Vrieling op "Bubalu"                                          | springconcours, individueel | 38e       | kwalificatie ronde 1: 0 strafpunten kwalificatie ronde 2: 8 strafpunten kwalificatie ronde 3: 16 strafpunten |
| Marc Houtzager Gerco Schröder Maikel van der Vleuten Jur Vrieling | springconcours, team        | Zilver    | kwalificatie: 0 strafpunten ronde 1: 4 strafpunten ronde 2: 4 strafpunten barrage voor goud: 12 strafpunten |

### Roeien
| Olympiër | Onderdeel              | Resultaat | Prestatie                                                                            |
| --- | ---------------------- | --------- | ------------------------------------------------------------------------------------ |
| Meindert Klem Nanne Sluis | twee-zonder (m)        | 11e       | serie: 6.25,90 (9e) HF: 7.13,77 (6e) B-finale: 7:05,12 (5e)                          |
| Tim Heijbrock Roeland Lievens Tycho Muda Vincent Muda | lichte vier-zonder (m) | 6e        | serie: 5.52,47 (5e) HF: 6.01,37 (3e) A-finale: 6.11,39 (6e)                          |
| Boaz Meylink Ruben Knab Kaj Hendriks Mechiel Versluis | vier-zonder (m)        | 5e        | serie: 5.55,90 (10e) HF: 6.03,71 (3e) A-finale: 6.14,78 (5e)                         |
| Rogier Blink Roel Braas Sjoerd Hamburger Jozef Klaassen Olivier Siegelaar Diederik Simon Mitchel Steenman Matthijs Vellenga Peter Wiersum (stuurman)                        | acht (m)               | 5e        | serie: 5.28,99 (5e) herkansing: 5.27,98 (3e) A-finale: 5.51,72 (5e)                  |
| |                        |           |                                                                                      |
| Maaike Head Rianne Sigmond | lichte dubbel-twee (v) | 8e        | serie: 7.10,49 (7e) herkansing: 7.19,26 (1e) HF: 7:19,31 (5e) B-finale: 7.20.36 (2e) |
| Inge Janssen Ellen Hogerwerf | dubbel-twee (v)        | 8e        | serie: 7.00,10 (7e) herkansing: 7.19,80 B-finale: 7.19,80 (2e)                       |
| Chantal Achterberg Claudia Belderbos Carline Bouw Sytske de Groot Annemiek de Haan Nienke Kingma Roline Repelaer van Driel Jacobine Veenhoven Anne Schellekens (stuurvrouw) | acht (v)               | Brons     | serie: 6.18,98 (4e) herkansing: 6.15,05 A-finale: 6.13,12 (3e)                       |

### Schermen
| Olympiër      | Onderdeel | Resultaat | Prestatie                                                                             |
| ------------- | --------- | --------- | ------------------------------------------------------------------------------------- |
| Bas Verwijlen | degen (m) | 1/16F     | 1/32F: won van BRA Athos Schwantes (15-10) 1/16F: verloor van GER Jörg Fiedler (8-15) |

### Schietsport
| Olympiër          | Onderdeel                | Resultaat | Prestatie                                                   |
| ----------------- | ------------------------ | --------- | ----------------------------------------------------------- |
| Peter Hellenbrand | 10 m luchtgeweer (m)     | 5e        | kwalificatie: 7e met 596 punten finale: 5e met 699,8 punten |
| Peter Hellenbrand | 50 m kkg 3-houdingen (m) | 28e       | kwalificatie: 1160 punten                                   |
| Peter Hellenbrand | 50 m kkg liggend (m)     | 42e       | kwalificatie: 588 punten                                    |

### Taekwondo
| Olympiër     | Onderdeel     | Resultaat | Prestatie                                                                             |
| ------------ | ------------- | --------- | ------------------------------------------------------------------------------------- |
| Tommy Mollet | tot 80 kg (m) | 7e        | 1e ronde: 9-8 winst op EGY Abdelrahman Ahmed KF: 4-6 verlies tegen ARM Arman Yeremyan |

### Tafeltennis
| Olympiër                    | Onderdeel     | Resultaat | Prestatie |
| --------------------------- | ------------- | --------- | --- |
| Li Jiao                     | enkelspel (v) | 1/8F      | ronde 1 en 2: vrijgeloot ronde 3: won van UKR Margaryta Pesotska 4-0 (11-3, 11-9, 11-4, 11-4) 1/16F: won van ROU Elizabeta Samara 4-2 (11-5, 8-11, 13-11, 6-11, 11-9, 11-7) 1/8F: verloor van CHN Li Xiaoxia 0-4 (5-11, 9-11, 9-11, 7-11) |
| Li Jie                      | enkelspel (v) | 1/16F     | ronde 1 en 2: vrijgeloot ronde 3: won van POL Natalia Partyka 4-2 (11-13, 6-11, 16-14, 11-7, 12-10, 11-7) 1/16F: verloor van JPN Ai Fukuhara 3-4 (4-11, 11-8, 11-8, 11-6, 5-11, 8-11, 8-11)                                               |
| Li Jiao Li Jie Elena Timina | team (v)      | KF        | 1/8F: 3-0 wonnen van Egypte KF: 0-3 verloren van China |

### Tennis
| Olympiër                      | Onderdeel      | Resultaat | Prestatie                                                              |
| ----------------------------- | -------------- | --------- | ---------------------------------------------------------------------- |
| Robin Haase                   | enkelspel (m)  | 1/64F     | 1e ronde: verloren van FRA Richard Gasquet 3-6, 3-6                    |
| Robin Haase Jean-Julien Rojer | dubbelspel (m) | 1/32F     | 1e ronde: verloren van IND Leander Paes / Vishnu Vardhan 6-7, 6-4, 2-6 |

### Triatlon
| Olympiër       | Onderdeel | Resultaat | Prestatie  |
| -------------- | --------- | --------- | ---------- |
| Rachel Klamer  | vrouwen   | 36e       | 2:04.59,00 |
| Maaike Caelers | vrouwen   | 41e       | 2:06.53,00 |

### Volleybal
| Olympiër                             | Onderdeel | Resultaat | Prestatie |
| ------------------------------------ | --------- | --------- | --- |
| Reinder Nummerdor Richard Schuil     | beach (m) | 4e        | groepsfase: VEN Igor Hernández / Jesus Villafañe 2-1 (21-18, 17-21, 15-10) GER Jonathan Erdmann / Kay Matysik 2-0 (21-9, 21-16) LAT Martins Plavins / Janis Smedins 0-2 (14-21, 18-21) 1/8F: SUI Jefferson Bellaguarda / Patrick Heuscher 2-0 (22-20, 21-15) KF: ITA Paolo Nicolai / Daniele Lupo 2-0 (21-16, 21-18) HF: GER Julius Brink / Jonas Reckermann 0-2 (14-21, 16-21) om brons: LAT Martins Plavins / Janis Smedins 1-2 (21-19, 19-21, 11-15) |
|                                      |           |           | |
| Marleen van Iersel Sanne Keizer      | beach (v) | 1/8F      | groepsfase: ESP Elsa Baquerizo McMillan / Liliana Fernández Steiner 1-2 USA April Ross / Jennifer Kessy 1-2 ARG Maria Virginia Zonta / Ana Gallay 2-0 1/8F: USA Misty May-Treanor / Kerri Walsh Jennings 0-2 (13-21, 12-21) |
| Sophie van Gestel Madelein Meppelink | beach (v) | 1/8F      | groepsfase: BRA Maria Antonelli / Talita Rocha 0-2 AUS Louise Bawden / Becchara Palmer 2-0 GER Sara Goller / Laura Ludwig 0-2 1/8F: BRA Larissa Franca / Juliana Silva 0-2 (10-21, 17-21) |

### Wielersport
| Olympiër                                                                  | Onderdeel                | Resultaat | Prestatie |
| Baan                                                                      | Baan                     | Baan      | Baan |
| ------------------------------------------------------------------------- | ------------------------ | --------- | --- |
| Teun Mulder                                                               | keirin (m)               | Brons     | serie 2: 2e HF 1: 3e finale: 3e |
| Teun Mulder                                                               | olympische sprint (m)    | dns       | niet gestart |
| Jenning Huizenga Levi Heimans Wim Stroetinga Tim Veldt Michael Vingerling | ploegenachtervolging (m) | 7e        | kwalificatie: 4.03,818 (8e tijd) 1e ronde: 4.04,029 (7e tijd) finale voor 7e/8e plaats: 4.04,569 (1e) |
|                                                                           |                          |           | |
| Willy Kanis                                                               | keirin (v)               | 12e       | 12e |
| Willy Kanis                                                               | olympische sprint (v)    | 9e        | 9e |
| Kirsten Wild                                                              | omnium (v)               | 6e        | 50 punten 04 punten, vliegende ronde (14,335) 16 punten, puntenkoers (2 punten) 05 punten, afvalkoers (5e plaats) 06 punten, achtervolging (3.39,741) 04 punten, scratch (4e plaats) 15 punten, 500m tijdrit (37,152) |
| Ellen van Dijk Vera Koedooder Amy Pieters Kirsten Wild                    | ploegenachtervolging (v) | 6e        | kwalificatie: 3.21,602 (6e tijd) 1e ronde: 3.20,013 (6e tijd) finale voor 5e/6e plaats: 3.23,256 (2e) |
| Yvonne Hijgenaar Willy Kanis                                              | teamsprint (v)           | 5e        | 33,090 |
| BMX                                                                       |                          |           | |
| Raymon van der Biezen                                                     | mannen                   | 4e        | plaatsingswedstrijd: 37,779 (1e tijd) KF serie 1: 3 punten (1e) HF/Heat 1: 8 punten (2e) Finale: 4e |
| Twan van Gendt                                                            | mannen                   | 5e        | plaatsingswedstrijd: 38,339 (3e tijd) KF/Heat 4: 7 punten (1e) HF serie 2: 8 punten (2e) finale: 5e |
| Jelle van Gorkom                                                          | mannen                   | KF        | plaatsingswedstrijd: 39,529 (21e tijd) KF serie 2: 31 punten (7e) |
|                                                                           |                          |           | |
| Laura Smulders                                                            | vrouwen                  | Brons     | plaatsingswedstrijd: 39,420 (6e tijd) HF: 11 punten (3e) F: 3e |
| Mountainbike                                                              |                          |           | |
| Rudi van Houts                                                            | mannen                   | 17e       | 1:32.53 |
| Weg                                                                       |                          |           | |
| Lars Boom                                                                 | tijdrit (m)              | 22e       | 55.29,74 |
| Lars Boom                                                                 | wegwedstrijd (m)         | 11e       | 5:46.05 |
| Lieuwe Westra                                                             | tijdrit (m)              | 11e       | 54.19,62 |
| Lieuwe Westra                                                             | wegwedstrijd (m)         | 97e       | 5:46.47 |
| Robert Gesink                                                             | wegwedstrijd (m)         | 23e       | 5:46.05 |
| Sebastian Langeveld                                                       | wegwedstrijd (m)         | 74e       | 5:46.37 |
| Niki Terpstra                                                             | wegwedstrijd (m)         | 82e       | 5:46.37 |
|                                                                           |                          |           | |
| Ellen van Dijk                                                            | tijdrit (v)              | 8e        | 38.53,68 |
| Ellen van Dijk                                                            | wegwedstrijd (v)         | -         | buiten tijd |
| Marianne Vos                                                              | tijdrit (v)              | 16e       | 40.40,79 |
| Marianne Vos                                                              | wegwedstrijd (v)         | Goud      | 3:35,29 |
| Loes Gunnewijk                                                            | wegwedstrijd (v)         | -         | buiten tijd |
| Annemiek van Vleuten                                                      | wegwedstrijd (v)         | 14e       | 3:35,56 |

### Zeilen
| Olympiër                                               | Onderdeel        | Resultaat | Prestatie |
| ------------------------------------------------------ | ---------------- | --------- | --- |
| Pieter-Jan Postma                                      | finn (m)         | 4e        | 52 punten (5, 10, 3, 4, 20, 13, 2, 2, 1, 2, medaillerace: 10) |
| Dorian van Rijsselberghe                               | rs:x (m)         | Goud      | 15 punten (1, 1, 1, 3, 1, 2, 1, 2, 1, 39, medaillerace: 1) |
| Rutger van Schaardenburg                               | laser (m)        | 14e       | 130 punten (33, 11, 14, 7, 11, 14, 26, 5, 19, 23) |
| Kalle Coster Sven Coster                               | 470 (m)          | 12e       | 105 punten (8, 5, 19, 7, 21, 24, 9, 22, 6, 8) |
|                                                        |                  |           | |
| Marit Bouwmeester                                      | laser radial (v) | Zilver    | 37 punten (6e, 3, 4, 5, 6, 1, 4, 3, 6, medaillerace: 4) |
| Lobke Berkhout Lisa Westerhof                          | 470 (v)          | Brons     | 64 punten (1, 8, 6, 4, 2, 18, 4, 3, 20, 16, medaillerace: 12) |
| Annemieke Bes Marcelien Bos-De Koning Renée Groeneveld | elliot 6m (v)    | 8e        | groepsfase: 8e (4× winst, 7× verlies) KF: Nederland 1 - 3 Australië plaats 5-8: geschrapt vanwege tekort aan wind, de klassering in groepsfase werd de eindklassering |

### Zwemmen
| Olympiër | Onderdeel             | Resultaat | Prestatie                                                              |
| --- | --------------------- | --------- | ---------------------------------------------------------------------- |
| Sebastiaan Verschuren                                                                                               | 100m vrije slag (m)   | 5e        | serie 8: 48,37 (1e; 3e tijd) HF: 48,13 (3e; 4e tijd) finale: 47,88     |
| Sebastiaan Verschuren                                                                                               | 200m vrije slag (m)   | HF        | serie 6: 1.47,31 (4e; 11e tijd) HF: 1.26,09 (6e; 10e tijd)             |
| Dion Dreesens | 200m vrije slag (m)   | series    | serie 5: 1.49,00 (8e; 27e tijd)                                        |
| Job Kienhuis | 1500m vrije slag (m)  | series    | serie 4: 15.03,16 (5e; 11e tijd)                                       |
| Bastiaan Lijesen | 100m rugslag (m)      | series    | serie 4: 54,88 (5e; 23e tijd)                                          |
| Nick Driebergen | 100m rugslag (m)      | HF        | serie 6: 53,62 (4e; 6e tijd) HF: 53,81 (5e, 10e tijd)                  |
| Nick Driebergen | 200m rugslag (m)      | HF        | serie 3: 1.57,29 (2e; 7e tijd) HF: 1.57,35 (4e; 9e tijd )              |
| Lennart Stekelenburg                                                                                                | 100m schoolslag (m)   | series    | serie 4: 1.00,96 (6e; 20e tijd)                                        |
| Joeri Verlinden | 100m vlinderslag (m)  | 6e        | serie 6: 52,07 (3e; 9e tijd) HF: 51,75 (4e; 5e tijd) finale: 51,82     |
| Nick Driebergen Lennart Stekelenburg Joeri Verlinden Sebastiaan Verschuren                                          | 4×100m wisselslag (m) | 7e        | HF: 3.33,78 (3e, 5e tijd) finale: 3.33,46                              |
| |                       |           |                                                                        |
| Ranomi Kromowidjojo                                                                                                 | 50m vrije slag (v)    | Goud      | serie 10: 24,51 (1e; 1e tijd) HF: 24,07 (1e; 1e tijd) finale: 24,05 OR |
| Ranomi Kromowidjojo                                                                                                 | 100m vrije slag (v)   | Goud      | serie 7: 53,66 (3e; 5e tijd) HF: 53,03 (1e; 1e tijd) finale: 53,00 OR  |
| Marleen Veldhuis | 50m vrije slag (v)    | Brons     | serie 10: 24,57 (2e; 2e tijd) HF: 24,50 (1e; 3e tijd) finale: 24.39    |
| Femke Heemskerk | 100m vrije slag (v)   | HF        | serie 5: 54,43 (4e; gedeelde 15e tijd) HF: 54,13 (6e; 11e tijd)        |
| Femke Heemskerk | 200m vrije slag (v)   | -         | series: teruggetrokken *                                               |
| Sharon van Rouwendaal                                                                                               | 100m rugslag (v)      | series    | serie 4: 1.00,61 (8e; 20e tijd)                                        |
| Sharon van Rouwendaal                                                                                               | 200m rugslag (v)      | HF        | serie 5: 2.10,60 (5e; 16e tijd) 2.09,50 (6e; 11e tijd)                 |
| Moniek Nijhuis | 100m schoolslag (v)   | series    | serie 6: 1:08.31 (5e; 19e tijd)                                        |
| Inge Dekker | 100m vlinderslag (v)  | -         | serie 5: 58,30 (3e; 10e tijd) HF: teruggetrokken *                     |
| Inge Dekker Femke Heemskerk Ranomi Kromowidjojo (alleen finale) Hinkelien Schreuder (alleen serie) Marleen Veldhuis | 4×100m vrije slag (v) | Zilver    | serie 2: 3.37,76 (2e, 3e tijd) finale: 3.33,79                         |
| Sharon van Rouwendaal Moniek Nijhuis Ranomi Kromowidjojo (alleen finale) Inge Dekker Femke Heemskerk (alleen serie) | 4×100m wisselslag (v) | 6e        | serie 1: 3.59,19 (1e; 5e tijd) finale: 3.57,28                         |

* Inge Dekker trok zich terug voor de halve finale op de 100 meter vlinderslag voor vrouwen. Ze kwalificeerde zich met een tiende tijd, maar gaf de voorkeur voor de finale van de 4×100 m vrije slag.
* Femke Heemskerk trok zich een dag na de gewonnen zilveren medaille van de 4×100m vrije slag terug voor de 200m vrije slag. Ze wilde zich volledig richten op de 100m vrije slag en de 4×100m wisselslag.
Afghanistan · Albanië · Algerije · Amerikaanse Maagdeneilanden · Amerikaans-Samoa · Andorra · Angola · Antigua en Barbuda · Argentinië · Armenië · Aruba · Australië · Azerbeidzjan · Bahama's · Bahrein · Bangladesh · Barbados · België · Belize · Benin · Bermuda · Bhutan · Bolivia · Bosnië en Herzegovina · Botswana · Brazilië · Britse Maagdeneilanden · Brunei · Bulgarije · Burkina Faso · Burundi · Cambodja · Canada · Centraal-Afrikaanse Republiek · Chili · China · Chinees Taipei · Colombia · Comoren · Congo-Brazzaville · Congo-Kinshasa · Cookeilanden · Costa Rica · Cuba · Cyprus · Denemarken · Djibouti · Dominica · Dominicaanse Republiek · Duitsland · Ecuador · Egypte · El Salvador · Equatoriaal-Guinea · Eritrea · Estland · Ethiopië · Fiji · Filipijnen · Finland · Frankrijk · Gabon · Gambia · Georgië · Ghana · Grenada · Griekenland · Groot-Brittannië · Guam · Guatemala · Guinee · Guinee‑Bissau · Guyana · Haïti · Honduras · Hongarije · Hongkong · Ierland · IJsland · India · Indonesië · Irak · Iran · Israël · Italië · Ivoorkust · Jamaica · Japan · Jemen · Jordanië · Kaaimaneilanden · Kaapverdië · Kameroen · Kazachstan · Kenia · Kirgizië · Kiribati · Koeweit · Kroatië · Laos · Lesotho · Letland · Libanon · Liberia · Libië · Liechtenstein · Litouwen · Luxemburg · Macedonië · Madagaskar · Malawi · Maldiven · Maleisië · Mali · Malta · Marshalleilanden · Marokko · Mauritanië · Mauritius · Mexico · Micronesië · Moldavië · Monaco · Mongolië · Montenegro · Mozambique · Myanmar · Namibië · Nauru · Nederland · Nepal · Nicaragua · Nieuw-Zeeland · Niger · Nigeria · Noord-Korea · Noorwegen · Oeganda · Oekraïne · Oezbekistan · Oman · Oostenrijk · Oost-Timor · Pakistan · Palau · Palestina · Panama · Papoea-Nieuw-Guinea · Paraguay · Peru · Polen · Portugal · Puerto Rico · Qatar · Roemenië · Rusland · Rwanda · Saint Kitts en Nevis · Saint Lucia · Saint Vincent en Grenadines · Salomonseilanden · Samoa · San Marino · Sao Tomé en Principe · Saoedi-Arabië · Senegal · Servië · Seychellen · Sierra Leone · Singapore · Slovenië · Slowakije · Soedan · Somalië · Spanje · Sri Lanka · Suriname · Swaziland · Syrië · Tadzjikistan · Tanzania · Thailand · Togo · Tonga · Trinidad en Tobago · Tsjaad · Tsjechië · Tunesië · Turkije · Turkmenistan · Tuvalu · Uruguay · Vanuatu · Venezuela · Verenigde Arabische Emiraten · Verenigde Staten · Vietnam · Wit-Rusland · Zambia · Zimbabwe · Zuid-Afrika · Zuid-Korea · Zweden · Zwitserland · Onafhankelijke atleten